# Acid Black Cherry 2010 Live “Re:birth”〜Live at YOKOHAMA ARENA〜"
『Acid Black Cherry 2010 Live “Re:birth”～Live at YOKOHAMA ARENA～』（アシッドブラックチェリー にせんじゅう ライブ リバース）は、日本のバンド、Janne Da ArcのボーカリストのyasuのソロプロジェクトであるAcid Black Cherryのライブビデオ。

## 概要
- 2010年9月に開催されたライブツアー、Acid Black Cherry 2010 Live “Re:birth”の横浜アリーナ公演の模様が収録されている。
- 横浜アリーナ公演盤＋大阪城ホールの2公演収録盤(DVD4枚組)、横浜アリーナ公演盤、大阪城ホール公演盤の全3形態で発売された。
- 横浜アリーナ公演盤にはツアーオフショット映像は収録されていない。
- 各形態の初回盤には それぞれのライブフォトブックレットが封入されている。

## 収録曲
Disc1
1. scar
2. I'm not a ghost
3. SPELL MAGIC
4. 少女の祈り
5. 1954 LOVE/HATE
6. sins
7. ジグソー
8. 眠り姫
9. 優しい嘘
10. 冬の幻
11. Re:birth
12. チェリーチェリー
13. 黒い太陽
14. 罪と罰～神様のアリバイ～
15. cord name【JUSTICE】

Disc2
1. 愛してない 〜Acoustic version〜 [Encore]
2. この青空の向こうに [Encore]
3. 君がいるから [Encore]
4. Prologue End [Encore]
5. Black Cherry[W Encore]
6. DRAGON CARNIVAL[W Encore]